# Правительственная хунта Сальвадора (1960)

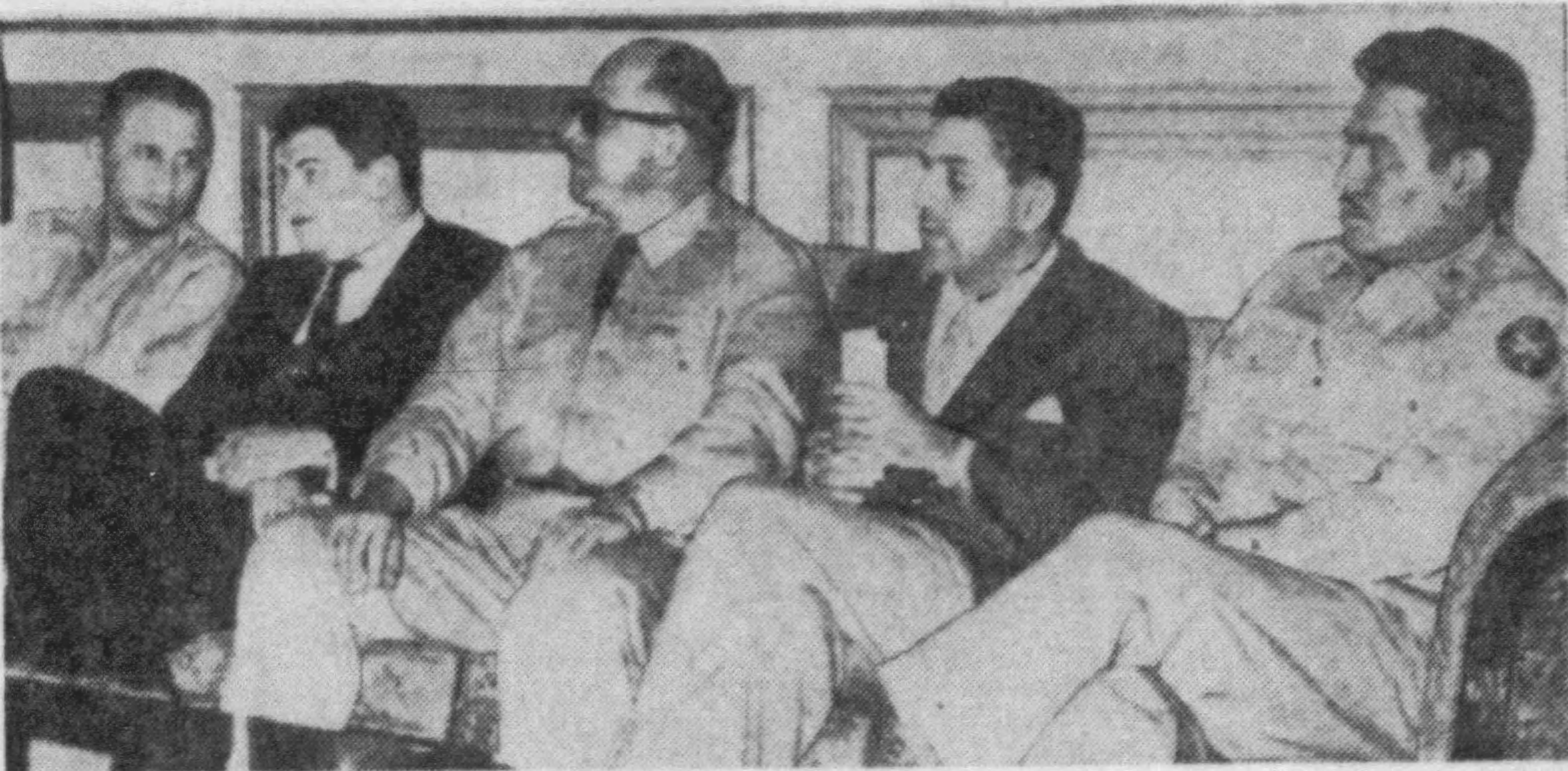
Члены правительственного совета Сальвадора в 1960 году. Слева направо: полковник Сезар Янес Уриас; доктор Рикардо Фалья Касерес; лейтенант-полковник Мигель Анхель Кастильо; доктор Рене Фортин Маганья; капитан Рубен Алонсо Росалес

Правительственная хунта (исп. Junta de Gobierno) — коллегиальный орган власти, управлявший Сальвадором с 26 октября 1960 года по 25 января 1961 года.

## История
В октябре 1960 года был отстранён от власти президент Хосе Мария Лемус Лопес. Вставшая во главе страны Правительственная хунта объявило, что будут проведены президентские выборы в соответствии с Конституцией 1950 года. Однако в январе 1961 года произошёл новый военный переворот, и к власти пришла Военно-гражданская директория.

## Состав
- доктор Рикардо Фалья Касерес[исп.], адвокат
- доктор Рене Фортин Маганья, адвокат
- доктор Фабио Кастильо Фигероа[англ.], врач
- полковник Сесар Янес Уриас[англ.]
- подполковник Мигель Анхель Кастильо
- майор Рубен Алонсо Росалес[исп.]